# Wilson (hrabstwo Eau Claire)
Wilson – miasto w Stanach Zjednoczonych, w stanie Wisconsin, w hrabstwie Eau Claire.